# Reguliersgracht

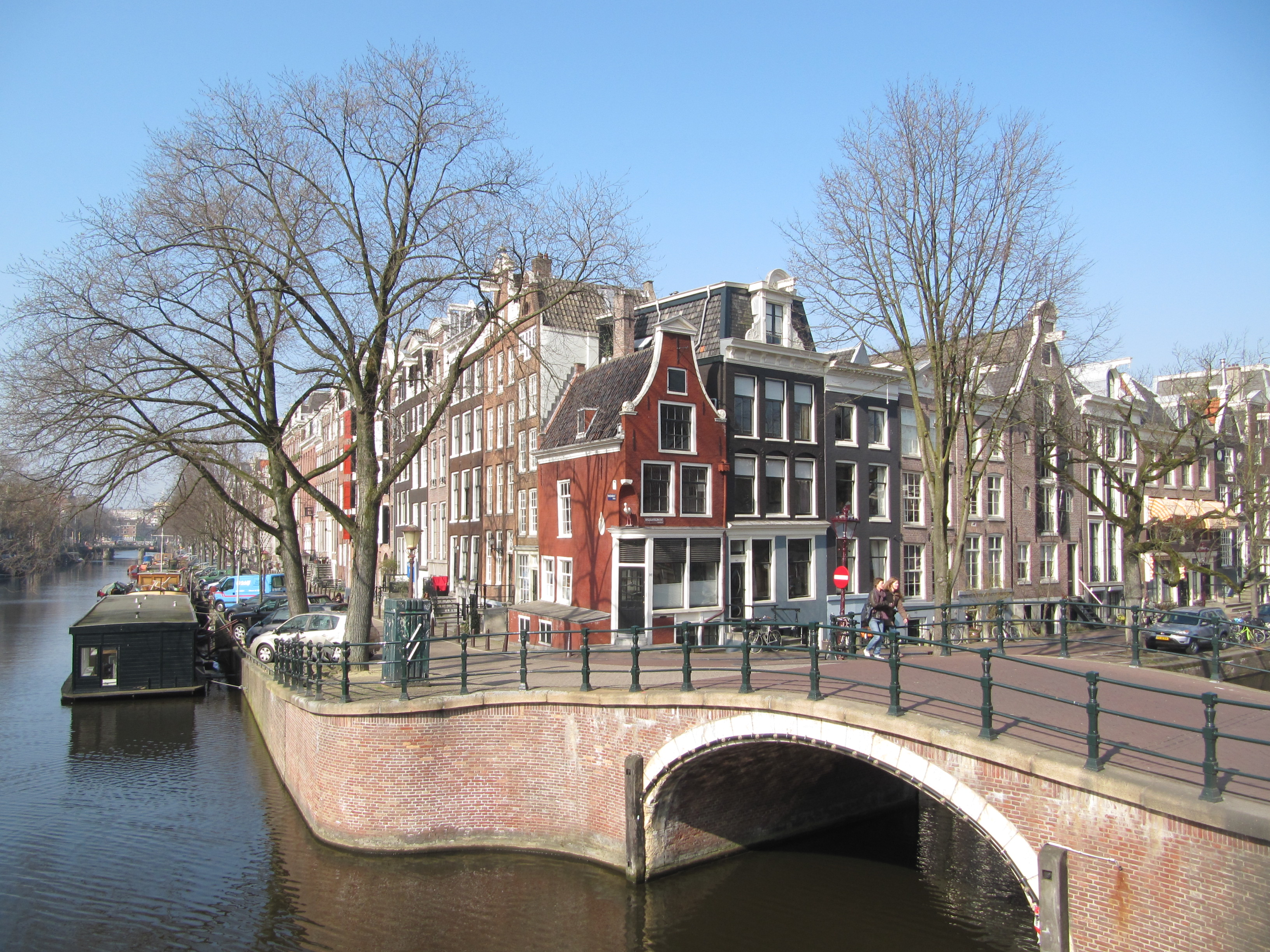
Huis met de ooievaar op de hoek Reguliersgracht / Prinsengracht.

De Reguliersgracht is een Amsterdamse gracht, die de Herengracht (bij nr. 534) verbindt met de Lijnbaansgracht (bij nr. 393) in Amsterdam-Centrum.
De gracht is een dwarsgracht binnen de grachtengordel en kruist de Prinsengracht (bij de nrs. 746 en 1047) en de Keizersgracht (bij de nrs. 663 en 716).
Bij Reguliersgracht 67, tussen de Kerkstraat en de Prinsengracht, ligt het Amstelveld.

## Geschiedenis
De gracht met haar grachtenpanden is onderdeel van de Vierde Uitleg van Amsterdam, vanaf 1658. Het was aanvankelijk de bedoeling dat de gracht zou doorlopen tot de Amstel. Uit kostenoverweging heeft men hiervan afgezien. De kosten voor het onteigenen van de huizen in de Halvemaansteeg zouden hoger worden dan de inkomsten aan gronduitgifte van de nieuwe percelen aan de gracht. Daarnaast zou doortrekken tot de Amstel de bouw van een dure sluis eisen. Vervolgens stond ook het stuk tussen Prinsengracht en Herengracht ter discussie. Men overwoog om van dit stuk geen gracht, maar een straat te maken (vergelijkbaar met Spiegelgracht en Nieuwe Spiegelstraat). Burgemeesters en Thesauriers besloten in maart 1664 toch voor een gracht: de grond was nodig voor de ophoging van het Reguliersplein (het huidige Rembrandtplein). De verbinding van de gracht met de Amstel werd gerealiseerd met een stenen riool onder de Halvemaansteeg. In september 1664 was de gracht al gereed voor bebouwing.
De Reguliersgracht is genoemd naar het Reguliersklooster, dat van 1394 tot 1532 buiten de Regulierspoort stond, ongeveer op de plaats waar nu de Utrechtsestraat en de Keizersgracht elkaar kruisen. Het Reguliersklooster is op een gravure van Jan Wagenaar uit 1760 goed te zien.
De gracht begon bij de Reguliersbreestraat. Het deel tot aan de Herengracht is in twee fases gedempt. In 1694 is het stuk tot de Reguliersdwarsstraat gedempt, zodat er meer ruimte kwam op het Reguliersplein. Het afwateringsriool werd hierbij verlengd. In 1785 is het stuk tussen Reguliersdwarsstraat en de Herengracht gedempt. Hier vinden we nu het Thorbeckeplein.
In 1901 wilde de gemeente nog het resterende deel van de gracht dempen, ten behoeve van de elektrische tram. Het net opgerichte genootschap Amstelodamum en ook schrijver Jan Ligthart, alsmede schilder en kunstcriticus Jan Veth protesteerden met succes tegen deze aantasting van het stadsbeeld.
In 1915 werd vanuit Reguliersgracht 19 het weekblad De Nieuwe Amsterdammer voor het eerst uitgegeven. De bedoeling van het blad was een krant richting het socialisme, maar vooral bedoeld voor cultuur. De krant werd in 1920 opgeheven.

## Architectuur
- Op Reguliersgracht 11 en 13 zijn typische tuitgevels te zien. Ze heten "Zon" en "Maan". Ze dienden destijds als pakhuizen. Vandaag de dag zijn het woningen.
- Isaac Gosschalk ontwierp in 1879 Reguliersgracht 57, 59 en 63. Het is een bijzonder grachtenpand, met een rijke façade van baksteen en hout.
- Op het pand aan de Reguliersgracht 6, op een deel van de Amstelkerk en op het 'Buurthuisje' daarnaast bevinden zich nog zeldzame, zogeheten 'linksdekkende' dakpannen.[3]

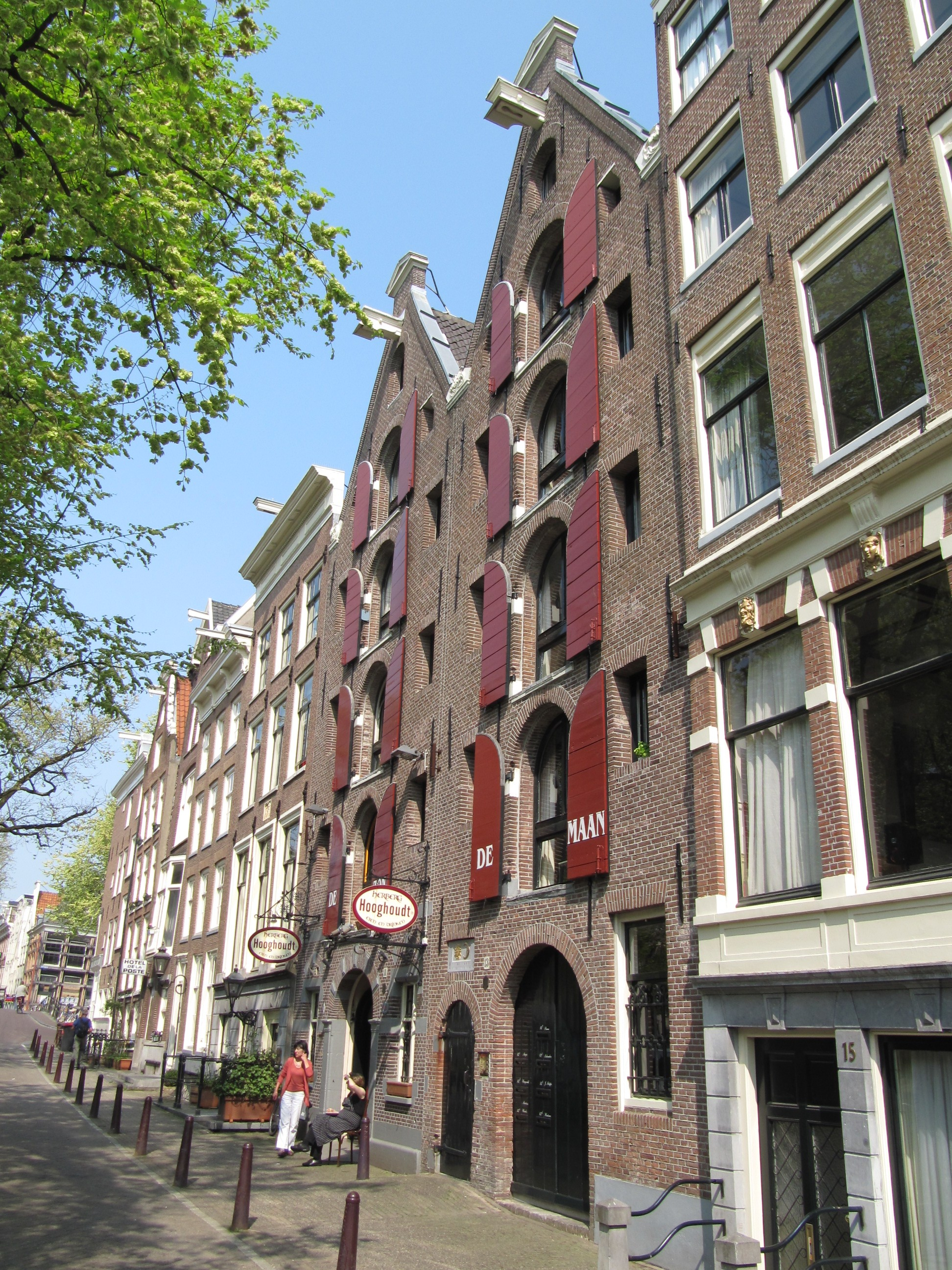
Zon en Maan
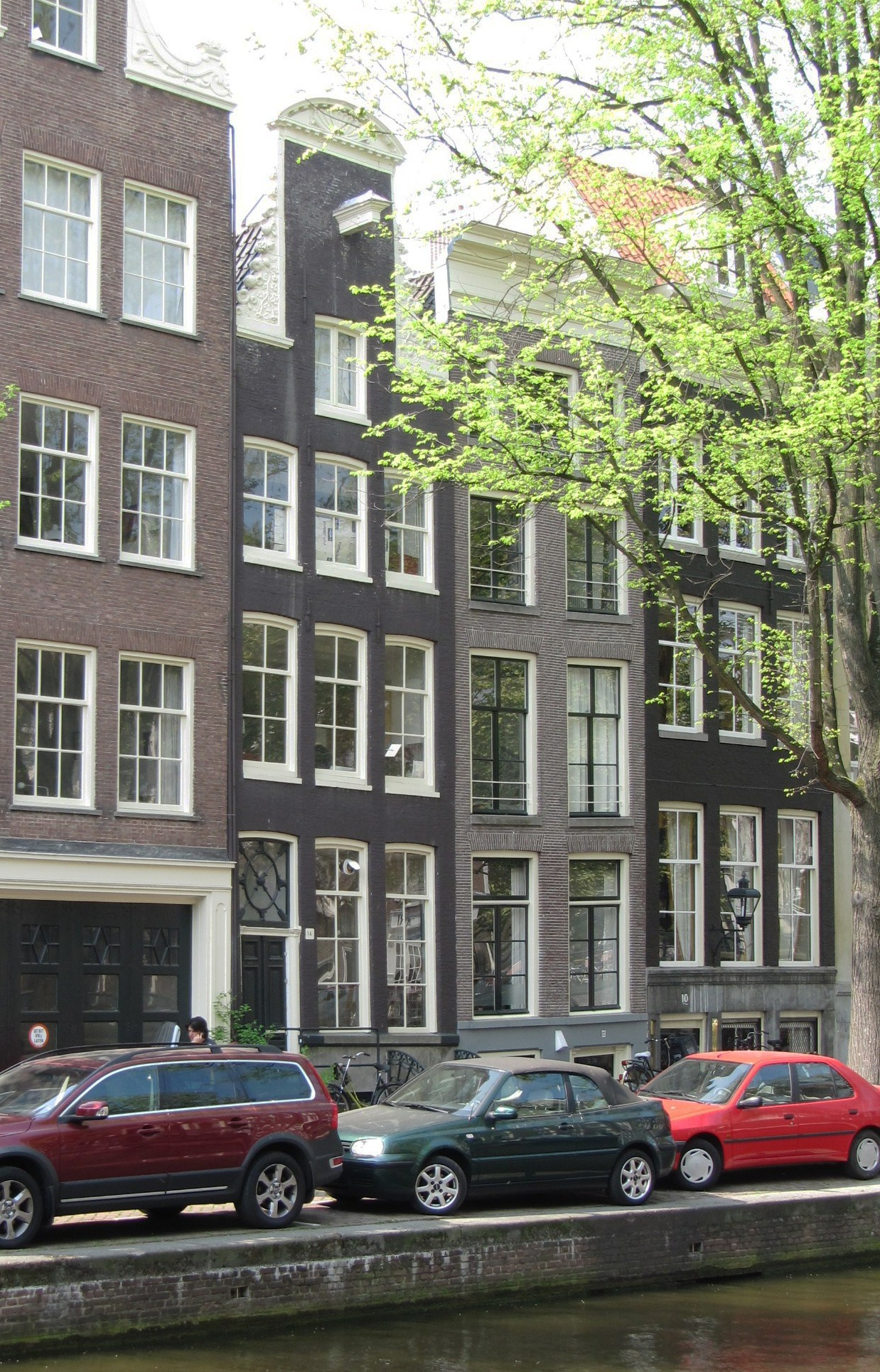
Reguliersgracht 12-14
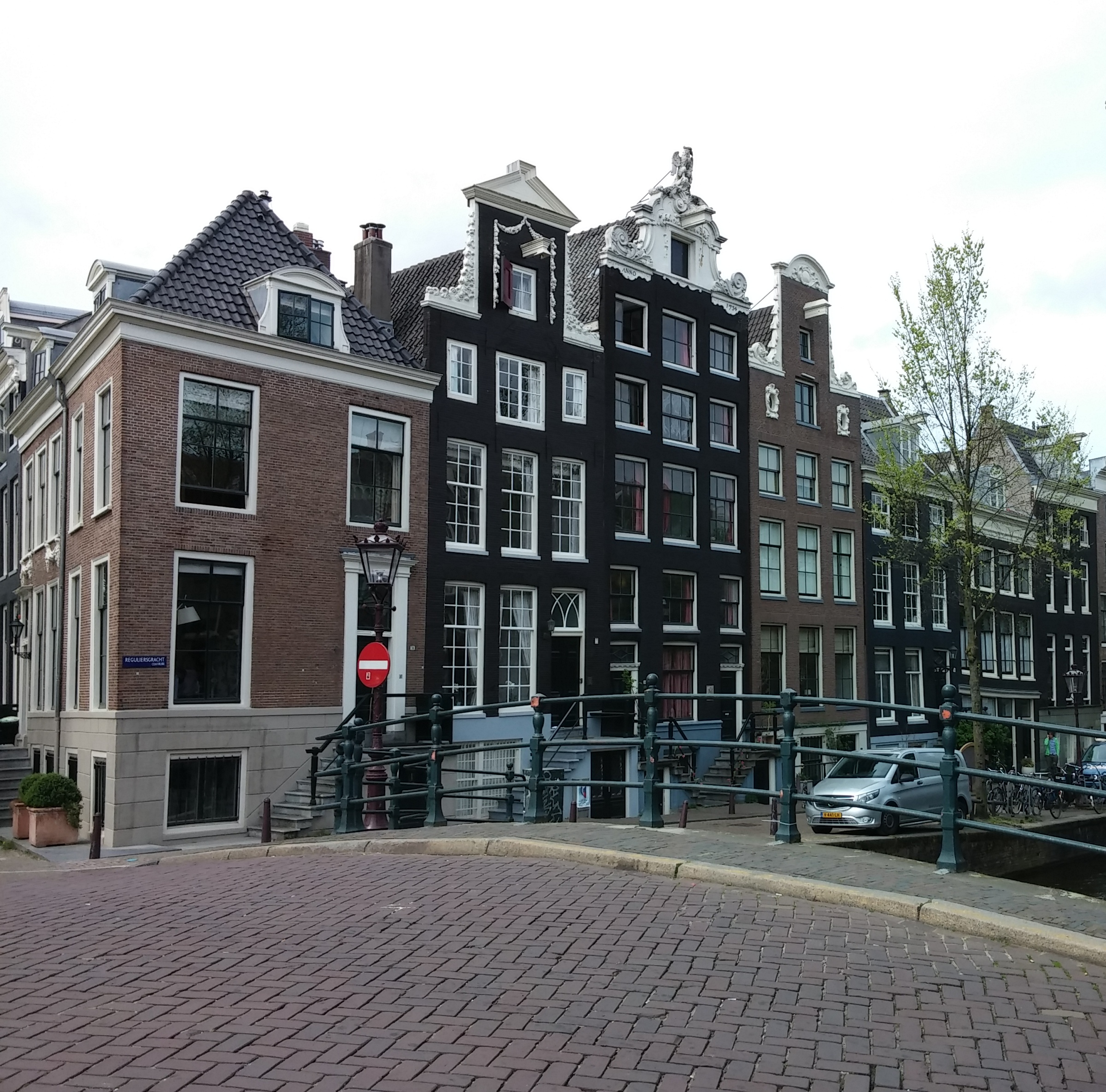
Reguliersgracht ter hoogte vd Keizersgracht (binnenzijde)
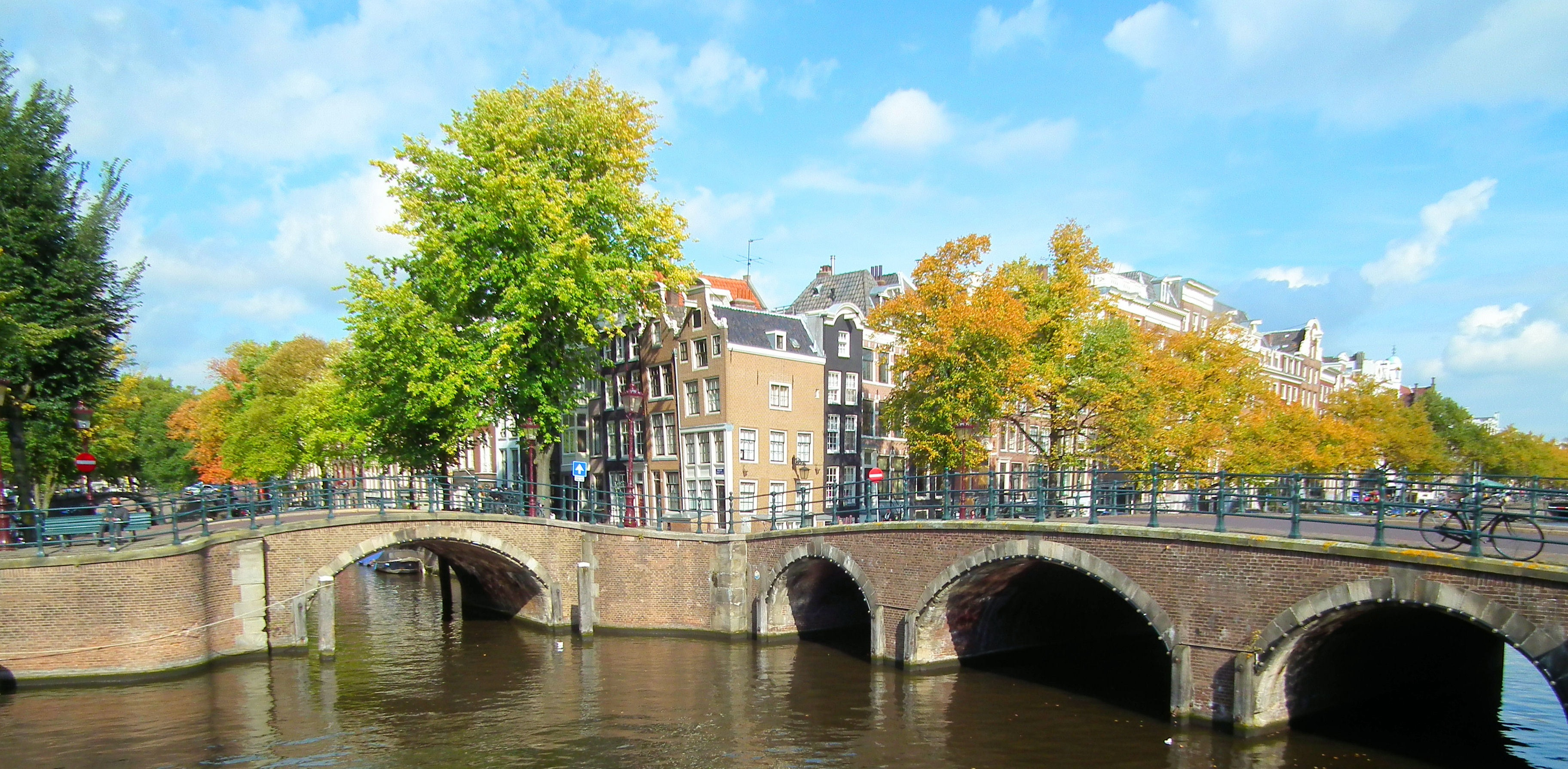
Hoek Reguliersgracht / Keizersgracht
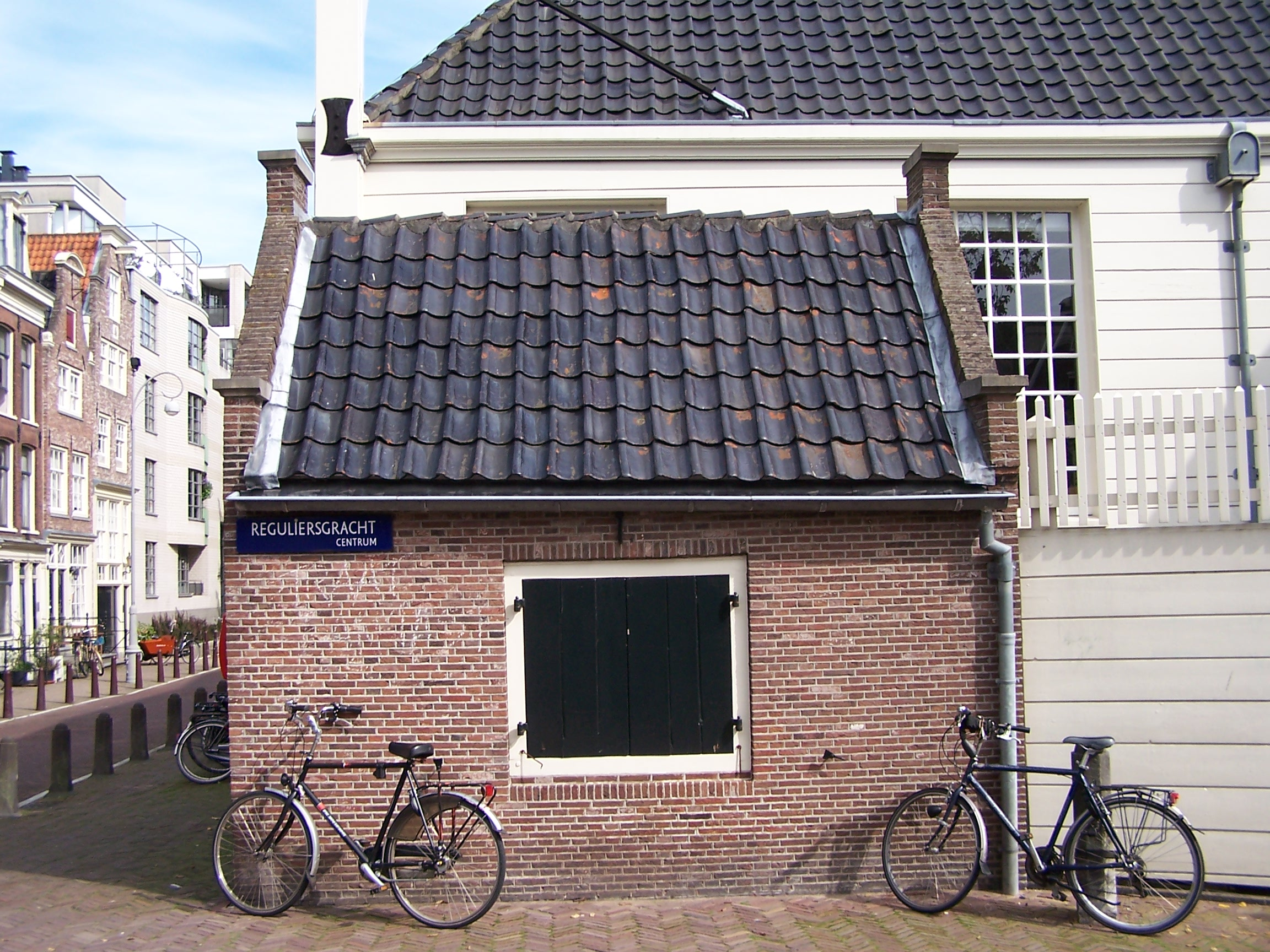
Buurthuisje met linksdekkende dakpannen

## Bekende bewoners
- Romeyn de Hooghe, graveur, cartoonist uit de 17e eeuw
- Daniel Marot, decorateur, interieurontwerper
- Netje Asser (1807-1897), schrijfster
- Jos Brink (1942-2007), acteur, predikant, schrijver
- Caitlin Maynard, filmproducent, regisseur (van 1990 tot 1998)[bron?]
- Frank Westerman (1964), journalist, schrijver (van 1989 tot 1996)[bron?]
- Wim Sonneveld (1917-1974) cabaretier
- Wim van Norden (1917-2015), journalist, dagblad-directeur

## Trivia
- Over de Reguliersgracht liggen zeven bruggen. Dit zijn van naar noord naar zuid de bruggen nrs. 31, 39, 40, 74, 73, 72 en 81. Vanaf de Herengracht is er (vanuit de rondvaartboot) een fraai doorzicht onder deze zeven boogbruggen door.
- Vereniging Natuurmonumenten had haar eerste eigen kantoor aan de Reguliersgracht 8.
- In de James Bondfilm Diamonds Are Forever (1971), woont het personage Tiffany Case op nummer 36, 3 hoog. Hier werden ook deels opnames gemaakt.[4]